# Экоцид в уголовном праве России
Экоцид в уголовном праве России — деяние, являющееся преступным согласно статье 358 Уголовного кодекса РФ. Уголовная ответственность устанавливается за массовое уничтожение растительного или животного мира, отравление атмосферы или водных ресурсов, а также совершение иных действий, способных вызвать экологическую катастрофу.
Данное деяние относится к числу преступлений международного характера.

## Состав преступления

### Объект преступления
Основным непосредственным объектом данного преступления являются общественные отношения, направленные на обеспечение нормального существования человечества как биологического вида и социальной общности. Дополнительным объектом выступают общественные отношения, связанные с обеспечением универсального и конституционного права человека на нормальную окружающую среду, охраной природных ресурсов: атмосферы, водных ресурсов, растительного и животного мира и др.
В качестве предмета данного преступления выступает растительный или животный мир, атмосфера, водные ресурсы и иные природные объекты.

### Объективная сторона преступления
Объективная сторона состава, предусмотренного ст. 358 УК РФ, включает в себя действия различного характера, способные вызвать экологическую катастрофу, в частности, массовое уничтожение растительного или животного мира, отравление атмосферы или водных ресурсов, иные действия, способные причинить аналогичные по характеру последствия.
Чётких определений массового уничтожения и отравления в законодательстве не даётся. В литературе под массовым уничтожением предлагается понимать деяния, в результате которых хотя бы один вид растений или животных хотя бы в одной экосистеме окажется под угрозой вымирания. Отравлением считаются действия, связанные с насыщением атмосферы или водных ресурсов химическими, биологическими или радиоактивными агентами, способными причинить вред здоровью людей и окружающей среде, в сверхнормативных концентрациях, в результате чего создаётся реальная угроза жизни и здоровью людей, а также экосистемам.
В целом в числе признаков экологической катастрофы называются необратимость изменений в окружающей среде и опасность этих изменений для человечества.
Деяние относится к числу преступлений с усечённым составом и окончено в момент совершения действий, создающих реальную угрозу наступления экологической катастрофы.

### Субъект преступления
Субъектом преступления является физическое вменяемое лицо, достигшее 16-летнего возраста.

### Субъективная сторона преступления
Субъективная сторона характеризуется умышленной формой вины (прямой или косвенный умысел). Лицо, совершая деяние, осознаёт возможность или неизбежность наступления указанных последствий, желает их наступления, либо сознательно допускает его, либо относится к ним безразлично.

## Квалифицирующие признаки
Квалифицированные составы данного деяния УК РФ не предусмотрены.

## Санкция
Санкция ст. 358 УК РФ носит безальтернативный относительно определённый характер и предусматривает назначение лишения свободы на срок от двенадцати до двадцати лет.